# Оркестр Парижа
Оркестр Парижа, Парижский оркестр (фр. Orchestre de Paris) — французский симфонический оркестр, основанный в Париже в 1967 г. по инициативе министра культуры Франции Андре Мальро после того, как прекратил своё существование Оркестр концертного общества Парижской консерватории.
С сентября 2006 располагается в парижском концертном зале Плейель.

## Руководители оркестра
- Шарль Мюнш (1967—1968)
- Герберт фон Караян (1969—1971)
- Георг Шолти (1972—1975)
- Даниэль Баренбойм (1975—1989)
- Семён Бычков (1989—1998)
- Кристоф фон Донаньи (1998—2000)
- Кристоф Эшенбах (2000—2010)
- Пааво Ярви (2010—2016)
- Дэниел Хардинг (2016—2019)
- Клаус Мякеля (с 2021)